# Leptodactylus
Leptodactylus és un gènere de granotes de la família Leptodactylidae.

## Taxonomia
- Leptodactylus albilabris
- Leptodactylus bolivianus
- Leptodactylus bufonius
- Leptodactylus caatingae
- Leptodactylus camaquara
- Leptodactylus chaquensis
- Leptodactylus colombiensis
- Leptodactylus cunicularius
- Leptodactylus didymus
- Leptodactylus diedrus
- Leptodactylus dominicensis
- Leptodactylus elenae
- Leptodactylus fallax
- Leptodactylus flavopictus
- Leptodactylus fragilis
- Leptodactylus furnarius
- Leptodactylus fuscus
- Leptodactylus gracilis
- Leptodactylus griseigularis
- Leptodactylus hallowelli
- Leptodactylus hylodes
- Leptodactylus jolyi
- Leptodactylus knudseni
- Leptodactylus labrosus
- Leptodactylus labyrinthicus
- Leptodactylus laticeps
- Leptodactylus latinasus
- Leptodactylus lauramiriamae
- Leptodactylus leptodactyloides
- Leptodactylus lithonaetes
- Leptodactylus longirostris
- Leptodactylus magistris
- Leptodactylus marambaiae
- Leptodactylus melanonotus
- Leptodactylus myersi
- Leptodactylus mystaceus
- Leptodactylus mystacinus
- Leptodactylus natalensis
- Leptodactylus nesiotes
- Leptodactylus notoaktites
- Leptodactylus ocellatus
- Leptodactylus pallidirostris
- Leptodactylus paraensis
- Leptodactylus pascoensis
- Leptodactylus pentadactylus
- Leptodactylus peritoaktites
- Leptodactylus petersii
- Leptodactylus plaumanni
- Leptodactylus podicipinus
- Leptodactylus poecilochilus
- Leptodactylus pustulatus
- Leptodactylus rhodomerus
- Leptodactylus rhodomystax
- Leptodactylus rhodonotus
- Leptodactylus rhodostima
- Leptodactylus riveroi
- Leptodactylus rugosus
- Leptodactylus sabanensis
- Leptodactylus savagei
- Leptodactylus sertanejo
- Leptodactylus silvanimbus
- Leptodactylus spixi
- Leptodactylus stenodema
- Leptodactylus syphax
- Leptodactylus tapiti
- Leptodactylus thomei
- Leptodactylus troglodytes
- Leptodactylus turimiquensis
- Leptodactylus validus
- Leptodactylus ventrimaculatus
- Leptodactylus viridis
- Leptodactylus wagneri